# Brad Richards (Eishockeyspieler)
Bradley Glenn „Brad“ Richards (* 2. Mai 1980 in Murray Harbour, Prince Edward Island) ist ein ehemaliger kanadischer Eishockeyspieler, der während seiner aktiven Karriere zwischen 1997 und 2016 unter anderem für die Tampa Bay Lightning, Dallas Stars, New York Rangers, Chicago Blackhawks und Detroit Red Wings in der National Hockey League gespielt hat. Im Verlauf seiner Karriere bestritt Richards 1272 Spiele in der NHL und konnte während dieser Zeit sowohl mit den Tampa Bay Lightning im Jahr 2004 als auch den Chicago Blackhawks im Jahr 2015 den Stanley Cup gewinnen. Darüber hinaus war er in der Saison 2003/04 der wertvollste Spieler der Play-offs. Auf internationaler Bühne gewann Richards im selben Jahr den World Cup of Hockey und vertrat sein Heimatland bei den Olympischen Winterspielen 2006 im italienischen Turin.

## Karriere
Richards wurde an Position 64 im NHL Entry Draft 1998 zusammen mit seinem Mannschaftskameraden und Jugendfreund Vincent Lecavalier  von einem Jugendteam, den Océanic de Rimouski, in die National Hockey League geholt. Dem Draft folgten noch zwei weitere Jahre Vorbereitung in der Québec Major Junior Hockey League, ehe Richards 2000 zu den Tampa Bay Lightning in die NHL wechselte.
In der Saison 2003/04 gelang es ihm, zusammen mit Vincent Lecavalier, Martin St. Louis und Dave Andreychuk, den Stanley Cup für die Tampa Bay Lightning zu gewinnen. Richards Leistung wurde mit der Conn Smythe Trophy als bestem Spieler der Playoffs (MVP) ausgezeichnet. Er war in dieser Saison der beste Scorer der Playoffs und es gelang ihm, den 1996 von Joe Sakic aufgestellten Rekord der meisten spielentscheidenden Siegtore zu brechen. Sieben der insgesamt 16 Playoff-Siege wurden im Jahr 2004 durch ein Tor von ihm entschieden.
Mit der Lady Byng Memorial Trophy wurde Richards im Jahr 2004 für seine faire Spielweise von der NHL ausgezeichnet. 2004 war Brad Richards Teil der siegreichen kanadischen Nationalmannschaft beim World Cup of Hockey, 2006 schieden die Kanadier bereits im Viertelfinale der Olympischen Winterspiele im italienischen Turin aus.
Den Streik in der NHL-Saison 2004/05 überbrückte Richards in der russischen Eishockeyliga bei Ak Bars Kasan, wo er bedingt durch eine Verletzung jedoch nur einen Teil der Saison spielen konnte. Die NHL-Saison 2005/06 beendete er mit 91 Scorerpunkten als seine persönlich erfolgreichste Saison. Die Nummer 19 trägt er zu Ehren seines großen Vorbilds Joe Sakic.
Kurz vor Ende der NHL-Trade Deadline, am 26. Februar 2008 wurde Richards und sein Teamkollege Johan Holmqvist von den Tampa Bay Lightning zu den Dallas Stars transferiert. Im Gegenzug erhielt Tampa Bay Jussi Jokinen, Jeff Halpern, Mike Smith und einen Viertrunden-Wahlrecht im NHL Entry Draft 2009 von den Stars.
Am 2. Juli 2011 unterzeichnete Richards einen Kontrakt für neun Jahre im Wert von rund 60 Millionen US-Dollar bei den New York Rangers. Diesen lösten die Rangers nach der Saison 2013/14 vorzeitig auf, woraufhin sich Richards im Juli 2014 den Chicago Blackhawks anschloss. In der folgenden Saison absolvierte Richards sein 1000. Spiel in der NHL und gewann am Ende der Playoffs erneut den Stanley Cup. Im Anschluss wurde sein auslaufender Vertrag nicht verlängert, sodass er sich im Juli 2015 den Detroit Red Wings anschloss. Nach der Saison 2015/16 beendete er seine aktive Karriere.

## Erfolge und Auszeichnungen
| - 1997 SJHL Rookie of the Year - 2000 Plaque AutoPro - 2000 Trophée Michel Brière - 2000 Trophée Jean Béliveau - 2000 Trophée Guy Lafleur - 2000 LHJMQ-Offensivspieler des Jahres - 2000 LHJMQ All-Star Team - 2000 Coupe-du-Président-Gewinn mit den Océanic de Rimouski - 2000 Memorial-Cup-Gewinn mit den Océanic de Rimouski - 2000 Stafford Smythe Memorial Trophy - 2000 Memorial Cup All-Star Team | - 2000 CHL Player of the Year - 2000 CHL Top Scorer Award - 2000 CHL All-Star Team - 2000 NHL-Rookie des Monats Oktober - 2001 NHL All-Rookie Team - 2002 Teilnahme am NHL YoungStars Game - 2004 Stanley-Cup-Gewinn mit den Tampa Bay Lightning - 2004 Conn Smythe Trophy - 2004 Lady Byng Memorial Trophy - 2011 Teilnahme am NHL All-Star Game - 2015 Stanley-Cup-Gewinn mit den Chicago Blackhawks |

### International
- 2000 Bronzemedaille bei der U20-Junioren-Weltmeisterschaft
- 2004 Goldmedaille beim World Cup of Hockey

## Karrierestatistik

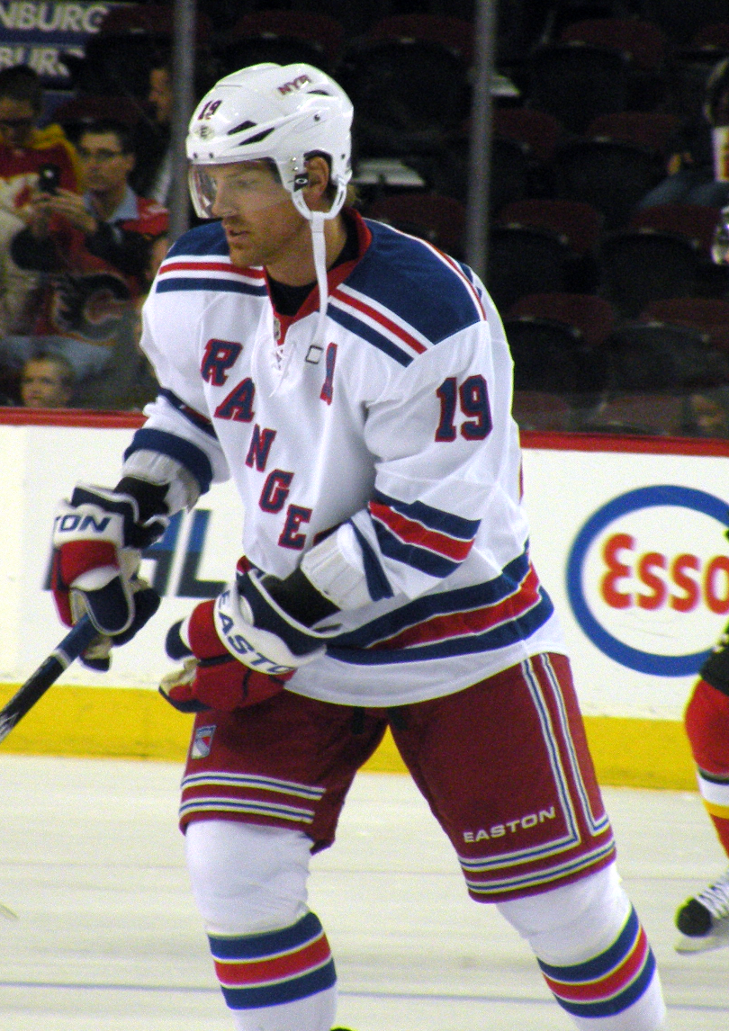
Richards im Trikot der New York Rangers (2011)

### International
Vertrat Kanada bei:
- U20-Junioren-Weltmeisterschaft 2000
- Weltmeisterschaft 2001
- World Cup of Hockey 2004
- Olympische Winterspiele 2006

(Legende zur Spielerstatistik: Sp oder GP = absolvierte Spiele; T oder G = erzielte Tore; V oder A = erzielte Assists; Pkt oder Pts = erzielte Scorerpunkte; SM oder PIM = erhaltene Strafminuten; +/− = Plus/Minus-Bilanz; PP = erzielte Überzahltore; SH = erzielte Unterzahltore; GW = erzielte Siegtore; 1 Play-downs/Relegation; Kursiv: Statistik nicht vollständig)